# إدواردو براغا
إدواردو براغا (بالبرتغالية: Eduardo Braga) هو سياسي برازيلي، ولد في 6 ديسمبر 1960 في بليم في البرازيل. حزبياً، نشط في حزب الحركة الديمقراطية ‏. وقد انتخب عضو مجلس النواب البرازيلي ‏ وانتخب عضو مجلس الشيوخ من البرازيل عن دائرة Amazonas ‏ وقد انضم خلال فترته النيابية ‏ للكتلة البرلمانية حزب الحركة الديمقراطية ‏.